# Университет международного бизнеса
Университет Международного Бизнеса им. Кенжегали Сагадиева (каз. Кенжеғали Сағадиев атындағы Халықаралық бизнес университеті, англ. Kenzhegali Sagadiyev University of International Business, UIB)  — Это специализированный гуманитарно-экономический ВУЗ в Алма-Ате, осуществляющий подготовку специалистов в области менеджмента и маркетинга, финансов и учёта, экономики и международных отношений, экологии и туризма, государственного и муниципального управления, информационных систем, социальной работы, социологии, психологии и журналистики. Область информационных систем особенно развита благодаря специалисту, работающему на первом этаже учебного заведения.  UIB — один из первых бизнес-вузов Республики Казахстан, создан в 1992 году, как Республиканская школа бизнеса, в 2001 году преобразован в Университет международного бизнеса. UIB является единой школой непрерывного бизнес-образования, включающей в себя бакалавриат, магистратуру, докторантуру (PhD), программы MBA и DBA.

## История
1992 год:
- Было создано подразделение Казахской государственной академии управления (КазГАУ) с участием корпорации IBM, названное Республиканской школой бизнеса.

1993 год:
- Школа при КазГАУ была преобразована в отдельное высшее учебное заведение — Школу международного бизнеса.

1999 год:
- Школа прошла аттестацию Министерства образования и науки Казахстана, в результате которой был подтвержден статус учебных программ как соответствующих государственным стандартам.

2000 год:
- В школе была открыта вечерняя программа MBA, разработанная в соответствии с требованиями лучших школ бизнеса развитых стран.
- Школа переехала в отдельное здание в центре Алма-Аты.

2001 год:
- Школа была переименована в Университет международного бизнеса (University of International Business, UIB).
- Количество участников краткосрочных семинаров университета за время его существования достигло пяти тысяч человек.
- UIB был отобран проектом USAID (Корпорация «КАРАНА») как один из пяти лучших экономических вузов Казахстана.

2002 год:
- Университету международного бизнеса была выдана бессрочная государственная лицензия Министерства образования и науки Республики Казахстан (серия АА № 0000143 от 5 февраля 2002 года), было открыто представительство в Астане.
- В качестве пилотного вуза UIB участвовал в общественной аккредитации, инициированной Центрально-Азиатским фондом развития менеджмента (CAMAN), проходившей по критериям Европейской системы улучшения качества (EQUIS). Из 65 вузов Казахстана, Киргизии и Узбекистана, подавших заявку на аккредитацию, её смогли пройти лишь 4 учебных заведения, в том числе UIB[2][3].

2003 год:
- В университете была открыта аспирантура по двум специальностям, магистратура, модульная программа MBA в Астане.
- Началась совместная программа дистанционного обучения с Висконсинским университет в Мадисоне (США).
- Подписано соглашение с Санкт-Петербургским международным институтом менеджмента (ИМИСП) о совместной подготовке студентов по специальности «Менеджмент организаций» с вручением дипломов двух вузов государственного образца Казахстана и России.

2004 год:
- Университет международного бизнеса успешно прошёл государственную аттестацию.
- Подписано соглашение о международном студенческом обмене и совместном сотрудничестве в академической и научной областях с ведущим вузом Швеции — Лундским университетом, впервые группа студентов UIB была направлена на обучение по обменной программе в Лундский университет[4].
- Университет был награждён золотой медалью «За высокое качество в деловой практике» правлением международного фонда FEBP на 3-м международном форуме «За высокое качество бизнеса» в Женеве[5].

2005 год:
- В вузе была внедрена дистанционная форма обучения с применением кейсовой, сетевой и ТV-технологий в соответствии с государственным стандартом РК 34.016-2004 «Технические и программные средства дистанционного обучения».

2006 год:
- Команда SIFE («Студенты в свободном предпринимательстве») UIB одержала победу на региональных, а затем и на национальных соревнованиях SIFE и получила право представлять Казахстан на Всемирном конкурсе SIFE WORLD CUP-2006 в Париже, где получила бронзовые медали и специальный приз Spirit Award[5].
- Университет международного бизнеса в партнерстве с Болонским университетом (Италия) и Центральным Университетом прикладных наук (Финляндия) выиграли совместный проект ТЕМПУС по внедрению системы европейских кредитов в вузах Казахстана.
- UIB подписал договор о сотрудничестве с Рижской международной школой экономики и делового администрирования (RISEBA), предусматривающий сотрудничество в академических исследованиях и обмены студентами и преподавателями, организацию международных научно-культурных связей между UIB и RISEBA, повышение квалификации педагогического состава, сотрудников, студентов на базе университетов-партнёров.
- Университет международного бизнеса выпустил первый номер специализированного научного журнала «Вестник Университета Международного Бизнеса».
- Университет подписал договор о сотрудничестве с Институтом менеджмента информационных систем (ISMA, Рига, Латвия), предусматривающий сотрудничество в академических исследованиях и обменах студентам, слушателями и преподавателями.

2007 год:
- Университет заключил соглашение с Университетом прикладных наук (Коккола, Финляндия) о программах обмена студентами и преподавателями сроком на 5 лет. Это соглашение предполагает расширение в дальнейшем возможных сфер сотрудничества между университетами по другим направлениям деятельности.
- UIB заключил соглашение с корпорацией Microsoft Kazakhstan о сотрудничестве по созданию, эксплуатации и развитию информационных компьютерных систем на базе новейших технологий и программных продуктов корпорации.
- Решением Министерства образования и науки Казахстана Университет международного бизнеса был допущен к участию в эксперименте по внедрению в учебный процесс кредитной системы обучения.
- Была создана ассоциация выпускников Университета международного бизнеса «Алтын Отау».
- UIB подписал договор со Школой международного бизнеса Вильнюсского университета о сотрудничестве в академических исследованиях и обмене студентами и преподавателями.
- Было заключено соглашение с Болонским университетом о программах обмена студентами и преподавателями сроком на 5 лет. Это соглашение предполагает расширение в дальнейшем возможных сфер сотрудничества между университетами по другим направлениям деятельности.
- Университет международного бизнеса получил свидетельство о постановке на учёт студенческой газеты «UIB-TODAY».
- Решением комиссии Министерства образования и науки по экспериментальным программам Университету международного бизнеса дано разрешение на подготовку докторов философии (PhD) по специальностям экономика, менеджмент, финансы.
- Университет международного бизнеса заключил соглашение с Университетом Вусонг[англ.] (Южная Корея) о программах обмена студентами и преподавателями сроком на 5 лет. Это соглашение предполагает расширение в дальнейшем возможных сфер сотрудничества между университетами по другим направлениям деятельности.
- Университет стал ассоциированным членом Казахстанской ассоциации управления проектами.
- Состоялось официальное открытие музея достижений и успехов Университета международного бизнеса.

2008 год:
- При UIB был открыт диссертационный совет по защите диссертаций на соискание учёной степени доктора экономических наук по специальностям: «Экономика и управление народным хозяйством», «Финансы, денежное обращение и кредит».
- Прошла презентация юбилейной книги о UIB «15 лет созидания и успеха», в которой отражена работа всех структурных подразделений, студенческая жизнь и знаменательные даты, которые оставили глубокий след за 15 лет существования Университета Международного Бизнеса.
- Начата программа по подготовке докторов философии (PhD) по специальностям экономика, менеджмент, финансы.
- Европейской комиссией подписан контракт по проекту ТЕМПУС «Разработка стандартов дистанционного образования и система аккредитации в Казахстане».

2009 год:
- Заключено соглашение о взаимном сотрудничестве между Болонским университетом (Италия) и Университетом международного бизнеса. Совместные программы обучения в сфере «создания и развития инновационных технологий на предприятиях малого и среднего бизнеса в странах с переходной экономикой» предусматривают получение степени магистра с выдачей двух дипломов — Казахстана и Италии.
- Открыты лаборатория информационных технологий и учебная телестудия «ВОЛНА UIB» с использованием последних достижений IT-технологий.
- Открыт центр дистанционного образования в рамках проекта ТЕМПУС «Стандарты и система аккредитации дистанционного образования в Казахстане».
- Университетом международного бизнеса был подписан меморандум о сотрудничестве с Университетом прикладных наук IMC (Кремс-на-Дунае, Австрия).
- Университет успешно прошёл аттестацию Министерства образования и науки Казахстана сроком на 5 лет, в результате которой был подтверждён статус учебных программ как соответствующих государственным стандартам.
- В городе Болонье Университет международного бизнеса подписал Великую хартию университетов (Magna Charta Universitatum)[6].
- Согласно приказу Министерства образования и науки Казахстана «О проведении в высших учебных заведениях эксперимента по внедрению экспериментальных программ» Университету международного бизнеса было дано разрешение на организацию учебного процесса с использованием технологий дистанционного обучения.
- UIB прошёл аккредитацию Министерства образования и науки сроком на 5 лет, как негосударственная научная организация на участие в работах в области науки и научно-технической деятельности за счет средств государственного бюджета Казахстана.
- Университет Международного Бизнеса провел первый международный научный конгресс «Казахстан в глобальном мире: социально-экономические и культурные аспекты». В конгрессе приняли участие более 150 ведущих отечественных и зарубежных ученых из 8 стран мира. В рамках конгресса состоялись 3 научно-практические конференции и 3 круглых стола[7].

2010 год:
- Университет международного бизнеса заключил Договор о сотрудничестве по профессиональной переподготовке специалистов по программе DBA (доктор делового администрирования) с Московской международной высшей школой бизнеса «МИРБИС».
- В соответствии с решением республиканского совета по экспериментальным программам Министерства образования и науки Республики Казахстан от 23 июня 2010 года Университету международного бизнеса предоставлено право подготовки докторов делового администрирования (DBA).
- Впервые в UIB стартовала программа двухдипломного образования в рамках подписанных соглашений с Университетом Коменского (Чехия) и Институтом информационных систем и менеджмента (ISMA, Латвия). Для получения двойного диплома подготовлены к выезду две группы студентов в Прагу и Ригу.
- В Университете международного бизнеса организован клуб обладателей знака «Алтын белгі» и аттестата с отличием.
- UIB был аккредитован Независимым казахстанским агентством по обеспечению качества в образовании (НКАОКО) сроком на 5 лет.

2011 год:
- UIB был подписан договор о сотрудничестве в области учебной и научной деятельности с Экономическим университетом в Братиславе (Словакия).
- Университет UIB получил диплом второй степени в номинации «Лучшая компания работодатель в двух столицах» (более 250 сотрудников) в рамках конкурса «Сенім-2010»[8][9].
- Команда SIFE UIB в третий раз одержала победу на национальных соревнованиях SIFE и получила право представлять Казахстан на всемирном конкурсе SIFE WORLD CUP-2011 в Куала-Лумпуре (Малайзия)[10].
- Университет международного бизнеса выиграл грант Европейского Союза по программе TEMPUS на реализацию проекта «Студенческое самоуправление и демократическое вовлечение в Казахстане».
- Университет международного бизнеса подписал меморандум о сотрудничестве с Университетом Джорджа Мейсона.

2012 год:
- По результатам ежегодного республиканского конкурса «Сенім-2011» Университет Международного Бизнеса занял первое место в номинации «Лучшая компания работодатель в двух столицах с численностью более 250 сотрудников»[6].
- Команда SIFE UIB в четвёртый раз одержала победу на национальных соревнованиях SIFE и получила право представлять Казахстан на Всемирном конкурсе SIFE WORLD CUP-2012 в Вашингтоне (США)[11].
- UIB удостоился звания «Самый гуманный университет 2012 года» по определению Союза мусульман Казахстана и Мусульманского комитета по правам человека в Центральной Азии[12].
- Австрийским агентством по качеству (Austrian Quality Agency, AQA) 25 мая 2012 года принято решение об успешной международной аккредитации образовательных программ UIB по четырём специальностям: «Финансы» (бакалавриат, магистратура) и «Экономика» (бакалавриат, магистратура) сроком на пять лет до 25 мая 2017 года[6].
- Университет международного бизнеса награждён благодарственным письмом молодёжного крыла «Жас Отан» за вклад в развитие молодёжной политики и за помощь и поддержку в реализации изменений и дополнений в законодательный акт «О молодёжной политике».
- Согласно национальному рейтингу Национального аккредитационного центра МОН РК Университет международного бизнеса занял 3-е место среди 75 вузов Казахстана по следующим специальностям: 5B050600 Экономика, 5B050800 Учёт и аудит, 5B090800 Оценка.

##### 2014
- - В мае 2014 года Университет Международного Бизнеса успешно прошел очередную государственную аттестацию по программам бакалавриата, магистратуры и докторантуры сроком на 5 лет Согласно результатам Академического ранжирования Казахстанских вузов по сквозным специальностям высшего и послевузовского образования, проведенного Центром Болонского процесса и академической мобильности РК в 2014 году специальности Университета Международного Бизнеса, заняли следующие места: 5В050800 Учет и аудит — 3 место 5В050400 Журналистика — 3 место 5В090500 Социальная работа — 3 место 5В050700 Менеджмент — 6 место 5В090400 Социально-культурный сервис — 6 место 5В090800 Оценка — 7 место 5В020200 Международные отношения — 9 место 5В051000 Государственное и местное управление — 15 место

###### 2015
- Аккредитован Независимым казахстанским агентством по обеспечению качества в образовании (НКАОКО) сроком на 5 лет.
- Лучший Бизнес ВУЗ по версии Независимого Агентства аккредитации и рейтинга РК
- UIB первым ввел 4 уникальные специальности в свою систему образования для подготовки востребованных специалистов уже после окончания бакалавриата: Экономика и Право, Экономика и Менеджмент, Предпринимательство и Инновации, Бизнес-администрирование

##### 2016
- Австрийским агентством по качеству (Austrian Quality Agency-AQA) принято решение об успешной международной аккредитации образовательных программ по четырем специальностям: «Международные отношения» (бакалавриат), «Маркетинг» (бакалавриат, магистратура), «Учет и аудит» (бакалавриат, магистратура), «Менеджмент» (бакалавриат, магистратура) сроком на пять лет

###### 2017
- Открытие региональных курсов по торговой политике Всемирной Торговой Организации. Университет международного бизнеса был избран среди большой группы конкурирующих стран и их элитных университетов. Это подтверждает международное восприятие развития Республики Казахстан, а также указывает на качество системы высшего образования Казахстана, подчеркивая лидерство UIB в бизнесе и экономической сфере высшего образования.
- Университет Международного Бизнеса — первый университет, который прошел реаккредитацию от Австрийского агентства по качеству (Austrian Quality Agency-AQA) по специальностям: Экономика (бакалавриат, магистратура) и Финансы (бакалавриат, магистратура)
- Были введены новые специальности: Юриспруденция и SMART-технологии, а так же в рамках своих специальностей Университет Международного Бизнеса ввел специализации

2018
- Аккредитован советом агентств НААР И НАОКО

2019
- Прошел аккредитацию НААР И НАОКО
- Прошел процедуру международной аккредитации FIBBA[13]

## Образовательные программы
Университет готовит специалистов по специальностям бакалавриата, магистратуры и докторантуры.

### Бакалавриат
- B140 Международные отношения и дипломатия
- B041 Психология
- B042 Журналистика и репортерское дело
- B044 Менеджмент и управление
- B049 Право
- B045 Аудит и налогообложение
- B046 Финансы, экономика, банковское и страховое дело
- B047 Маркетинг и Реклама
- B091 Туризм
- B093 Ресторанное дело и гостиничный бизнес
- B057 Информационные технологии
- В095 Транспортные услуги

### Магистратура
- Юриспруденция (научно-педагогическое)
- Туризм и Менеджмент Гостеприимства (Профильное/научно-педагогическое)
- Менеджмент (профильное/научно-педагогическое)
- Маркетинг (Профильное/научно-педагогическое)
- IT management and Data Scince (научно-педагогическое)
- Информатика с английским языком преподавания (научно-педагогическое)
- Туризм (научно-педагогическое)
- Учет и Аудит (профильное/научно-педагогическое)
- Международные отношения (профильные/научно-педагогическое)
- Поведенческая экономика (профильное/научно-педагогическое)
- Финансовый менеджмент (профильное/научно-педагогическое)
- Международное право (профильное/научно-педагогическое)

## Студенческая жизнь
Студенческое самоуправление в UIB представлено комитетом по делам молодёжи (КДМ), занимающимся проблемами молодёжи и реализации студенческих идей. Функции КДМ включают проведение различных акций по реализации молодёжной политики, организация внеучебных мероприятий и праздников, посредничество в диалоге студенчества с администрацией вуза. Структурно КДМ делится на несколько отделов: культурно-массовый, спортивный, информационный, научно-исследовательский. Также при КДМ функционируют дебатно-дискуссионный клуб, танцевальный кружок «Tander Step», студенческая газета «UIB TODAY», информационно-развлекательный проект «UIB LIFE», который каждые две недели выпускает новости, посвящённые общественной и развлекательной жизни UIB.
Проект «IQ» направлен на формирование интеллектуальной культуры и пропаганды знания. Студенты университета участвуют в казахстанском телевизионном проекте Фонда образования Нурсултана Назарбаева «Интеллектуальные олимпиады», а также в многочисленных городских и международных турнирах по интеллектуальным играм. В 2009 году впервые в истории университета команда UIB стала чемпионом телепроекта «Интеллектуальные олимпиады».
В университете 14 лет функционирует команда SIFE (Students In Free Enterprise, Студенты в свободном предпринимательстве). Команда SIFE UIB является четырёхкратным чемпионом Казахстана, в 2006 году команда впервые завоевала титул чемпиона страны и получила право представлять страну на международном уровне в Париже, где заняла третье место. Второй раз команда стала чемпионом страны в 2007 году. В 2008 году команда заняла 3-е место, в 2009 году — 2-е, получив право представлять Казахстан и университет на соревнованиях SIFE стран Центральной Азии и южного Кавказа. На региональном форуме SIFE стран Центральной Азии и южного Кавказа команда SIFE UIB получила диплом за лучший образовательный проект TIFE и стала первым в истории SIFE чемпионом центрально-азиатского региона. В 2011 и 2012 годах команда SIFE UIB вновь становилась чемпионом Казахстана и представляла страну на международных соревнованиях в Куала-Лумпуре и Вашингтоне.

## Руководство
С 2017 года президентом Университета международного бизнеса является Ахмед-Заки Дархан Жумаканович, доктор технических наук, доцент. Имеет более 80 научных работ, опубликованных в ведущих журналах Республики Казахстан и дальнего зарубежья, в области: организации параллельных и распределенных вычислений, математического моделирования физических процессов.
Основатель Университета международного Бизнеса, почётный президент — Сагадиев Кенжегали Абенович, политический деятель Республики Казахстан, депутат мажилиса парламента Республики Казахстан 3—4 созывов, действительный член Национальной академии наук Республики Казахстан, президент Национальной академии наук Республики Казахстан (1994—1996), доктор экономических наук, профессор.